# Estelle Parsons
Estelle Margaret Parsons (født 20. november 1927) er en amerikansk skuespiller, sanger, producent og manuskriptforfatter.
Parsons blev født i Massachusetts og studerede jura, før hun fik et job som produktionsassistent på The Today Show, hvor hun senere avancerede til manuskriptforfatter og producer. I slutningen af 1950'erne begyndte hun at arbejde som teaterskuespiller. Hun filmdebuterede i  Ladybug Ladybug (1963) og fire år senere spillede hun en birolle i Bonnie og Clyde, som hun vandt en Oscar i 1968 for bedste kvindelige birolle. Hun blev nomineret igen det følgende år for sin rolle i  Rachel, Rachel - en jomfru på 35. Parsons er også blevet nomineret til flere Tony Awards for sine indsatser på teatret.
Hun har også medvirket i en lang række tv-film og tv-shows, herunder en tilbagevendende rolle i tv-serien Roseanne.

## Filmografi (udvalg)
- 1963 – Ladybug Ladybug
- 1967 – Bonnie og Clyde
- 1968 – Rachel, Rachel - en jomfru på 35
- 1970 – Sheriffen i Tennessee
- 1970 – I Never Sang for My Father
- 1970 – Watermelon Man
- 1974 – Pjattet med Pete
- 1989 – The Lemon Sisters
- 1995 – Boys on the Side
- 1996 – Looking for Richard
- 1997 – That Darn Cat
- 2011 – Wilde Salome